# Мофеты

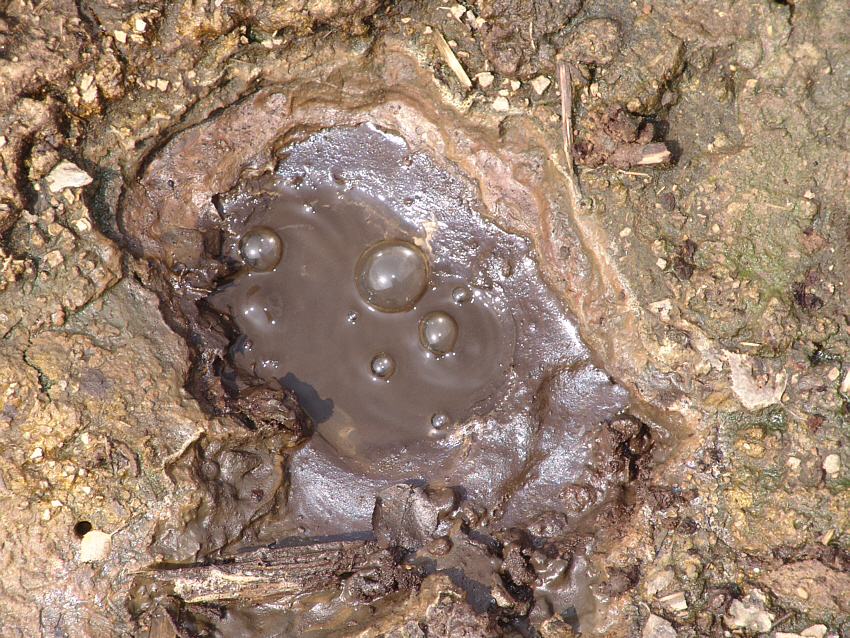
Мофеты в заповеднике Соос (Чехия)

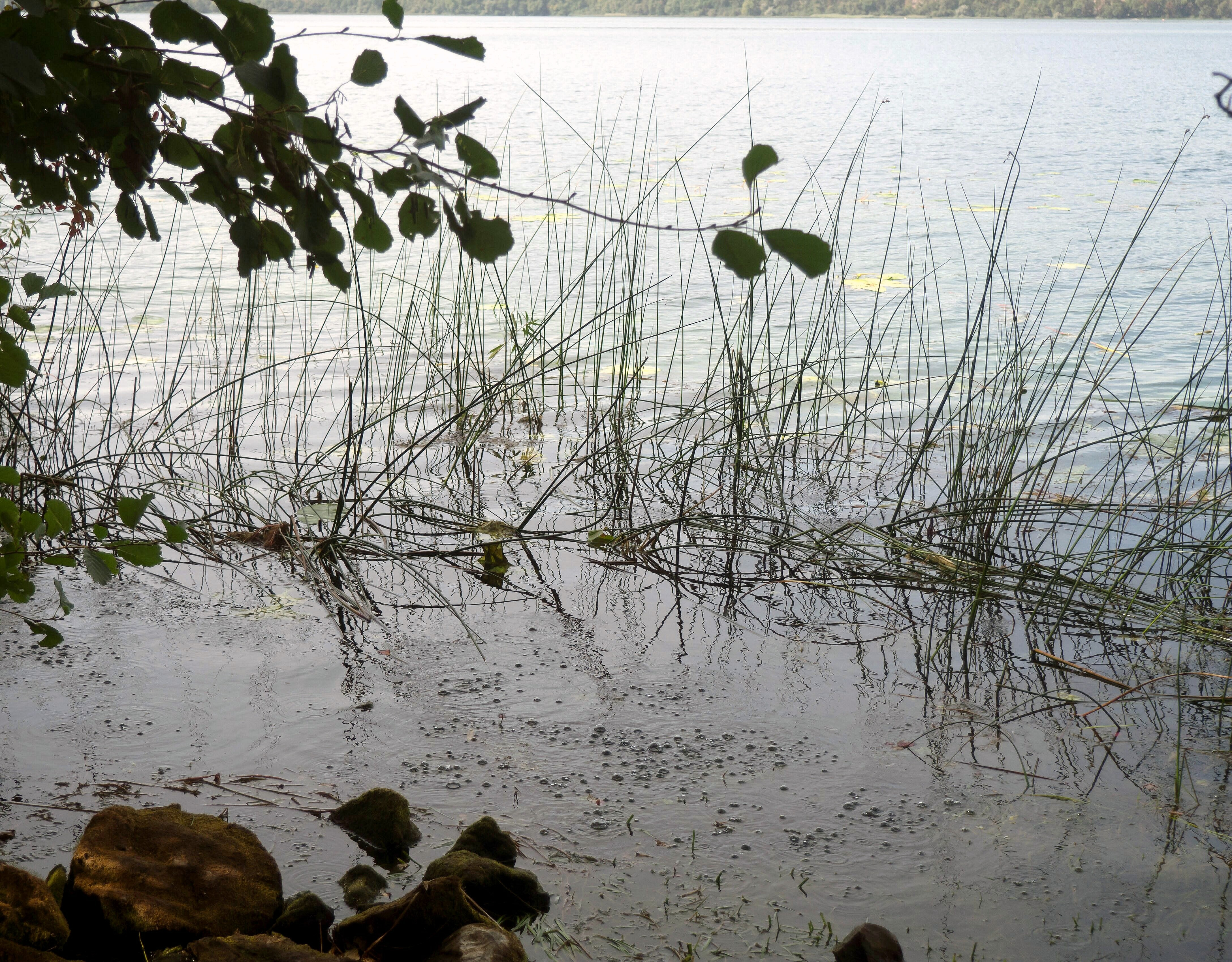
Мофеты в Лахер-Зе (Рейнланд-Пфальц, Германия)

Мофеты (фр. mofette) — трещины и отверстия в вулканических районах, выделяющие струи углекислого газа с примесью водяного пара и других газов (азота, водорода, метана). Температура выделяемых газов не превышает 100 °С.
Попадая в долину с мофетами животные задыхаются, поэтому такие места часто называют «долинами смерти». Тем не менее газ мофетов может быть использован в терапевтических целях для сухих спа процедур (с соблюдением техники безопасности).
В XVI веке Парацельсом было описано использование мофетов для лечения травм.